# David Profumo
David John Profumo, 6. Baron Profumo (* 20. Oktober 1955 in London, Vereinigtes Königreich) ist ein britischer Journalist und Autor.

## Leben
Profumo ist der Sohn des britischen Politikers John Profumo und der Schauspielerin Valerie Hobson.
Nach seiner Ausbildung am Eton College (1968–1973) schloss er sein Studium 1977 am Magdalen College in Oxford mit einem Bachelor und einem Master of Arts ab. Anschließend war Profumo als Assistant Master of English am Eton College (1978), an der The Royal School in Shrewsbury (1978–1979) und als Dozent für englische Sprache am King’s College London (1981–1983) tätig.
Von 1982 bis 1984 arbeitete er als Editor beim The Fiction Magazine. Ab 1985 erschienen Profumos erste literarische Arbeiten, darunter ein erster Roman und ein Kurzgeschichtenband. Profumo ist passionierter Angler und greift in seinen Werken oft maritime Themen auf. Für seinen Roman Sea Music erhielt er 1989 den Geoffrey Faber Memorial Prize. Zwischen 1987 und 1995 war er als Kolumnist für den Daily Telegraph tätig.
Seit dem Jahr 1997 ist er Fellow der Royal Society of Literature.
2001 überlebte Profumo einen Hubschrauberabsturz auf der russischen Halbinsel Kola, wo er sich für eine Expedition des The Field Magazine aufhielt.
Im Jahr 2006 erschien sein Buch Bringing the House Down: A Family Memoir über den politischen Sturz seines Vaters im Zuge der Profumo-Affäre. Das Buch entstand mit der Unterstützung seines Vaters. Profumo griff außerdem auf die Tagebücher seiner bereits verstorbenen Mutter zurück.
Seit 1979 ist er mit Helen Fraser verheiratet. Profumo lebt mit seiner Frau und drei Kindern in London und Perthshire.

## Werke
- Sea Music. London, Secker and Warburg, 1988
- The Weather in Iceland. London, Picador, 1993
- The Blind Man Eats Many Flies, in: Foreign Exchange, edited by Julian Evans. London, Sphere, 1985
- In Praise of Trout. London, Viking, 1989
- The Magic Wheel: An Anthology of Fishing Literature. mit Graham Swift, London, Picador, 1985
- Bringing the House Down: A Family Memoir. John Murray Publishers, 2006, ISBN 978-0719566080